# Ancistrus galani
Ancistrus galani är en fiskart som beskrevs av Pérez och Viloria, 1994. Ancistrus galani ingår i släktet Ancistrus och familjen Loricariidae. Inga underarter finns listade i Catalogue of Life.